# Kamel Zaiem
Kamel Zaiem (Ras Jebel, 25 de maio de 1983) é um futebolista profissional tunisiano que atua como meia-atacante.

## Carreira
Kamel Zaiem representou o elenco da Seleção Tunisiana de Futebol no Campeonato Africano das Nações de 2008.